# Centre pénitentiaire de Toulouse-Seysses
Ne doit pas être confondu avec Centre de détention de Muret.
Le centre pénitentiaire de Toulouse-Seysses, anciennement maison d'arrêt de Seysses, est un centre pénitentiaire français situé sur le territoire de la commune de Seysses, dans le département de la Haute-Garonne et en région Occitanie, à 25 km au sud-ouest de Toulouse.
Il a été ouvert en 2003 avec une capacité de 596 places. En 2022, selon un rapport de la contrôleuse générale des lieux de privation de liberté, le centre pénitentiaire souffre d'une surpopulation de 186 % en maison d’arrêt des hommes, 145 % en maison d’arrêt des femmes.

## Localisation
Le centre est sur la commune de Seysses, au sud-est du bourg, en bordure du ruisseau de la Saudrune et à proximité de l'autoroute A64 et du centre de détention de Muret. Le centre-ville de Muret se situe 4 km au sud et le centre de Toulouse à 25 km au nord-est.

## Histoire
L'établissement est mise en service en janvier 2003 avec une capacité de 596 places.
Il était prévu en 2016 la construction d'une prison supplémentaire de 600 places à proximité dans les cinq ans.
En 2021 à la suite des recommandations de la contrôleuse générale des lieux de privation de liberté, l'observatoire international des prisons - section française (OIP-SF) et l'ordre des avocats de Toulouse ont saisi la justice en septembre 2021 pour dénoncer « les conditions "indignes" d'incarcération à la prison de Seysses, ».

## Fonctionnement de l'établissement
Le centre pénitentiaire de Toulouse-Seysses reçoit les personnes en détention provisoire (avant leur jugement), les détenus condamnés dont la peine est inférieure à 3 ans, ainsi que les condamnés à une longue peine en attente de transfert.
L'établissement est organisé en 4 bâtiments de détention : 2 maisons d'arrêt hommes majeurs, un quartier de mineurs, un quartier de femmes.
Elle est rattachée à la cour d'appel et au tribunal judiciaire (TJ) de Toulouse.

## Détenus notables
- Nathalie Ménigon, mise en semi-liberté à partir du 2 août 2007 à la Maison d'arrêt de Seysses
- Mohammed Merah
- Patrice Alègre
- Cédric Jubillar